# Plattenburg

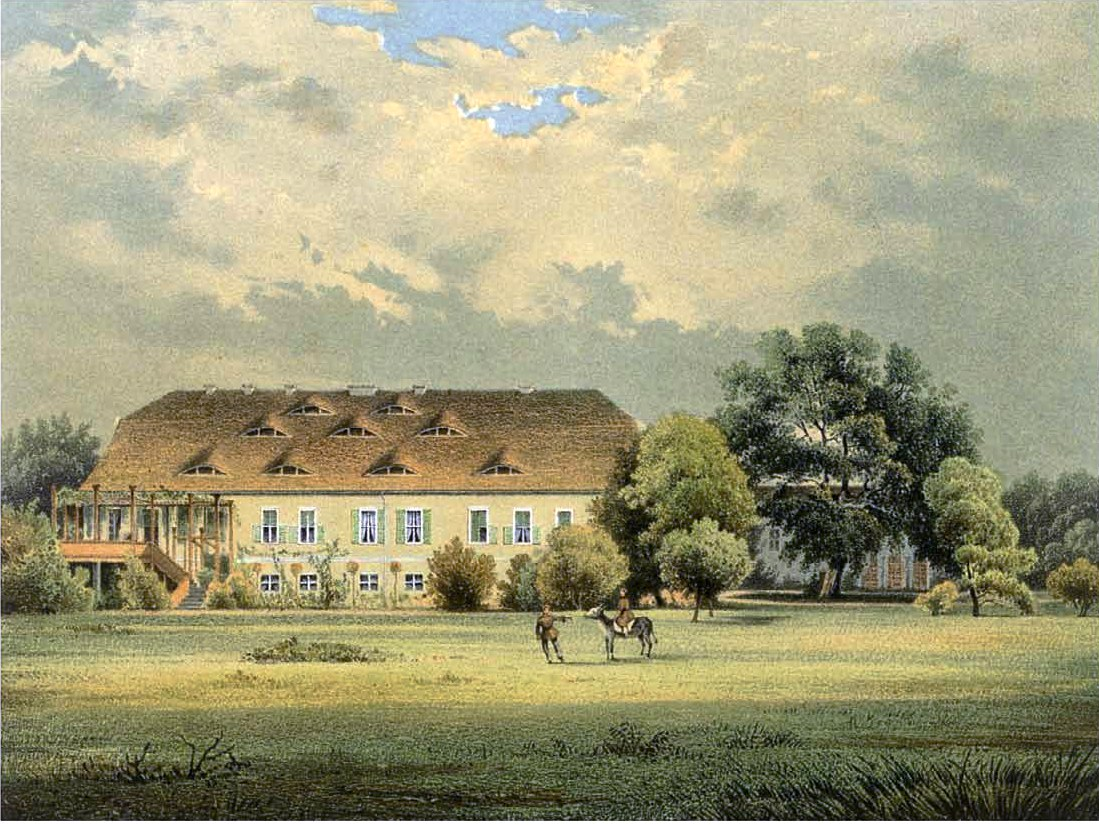
Gutshaus Hoppenrade, um 1860

Plattenburg ist eine amtsfreie Gemeinde im Landkreis Prignitz (Brandenburg).

## Geografie
Die Gemeinde Plattenburg grenzt im Norden an die Stadt Perleberg und die Gemeinde Groß Pankow (Prignitz), im Osten an die Gemeinde Gumtow, im Südosten an die Städte Kyritz und Neustadt (Dosse), im Süden an das Land Sachsen-Anhalt und im Westen an das Amt Bad Wilsnack/Weisen.

## Gemeindegliederung
Die Gemeinde Plattenburg gliedert sich laut ihrer Hauptsatzung in acht Ortsteile mit 14 Gemeindeteilen sowie acht Wohnplätzen:
- Bendelin mit dem Gemeindeteil Zichtow und dem Wohnplatz Karlsruhe
- Glöwen mit den Gemeindeteilen Groß Leppin, Storbeckshof und Zernikow sowie den Wohnplätzen Friedrichswalde und Stölkenplan
- Hoppenrade mit dem Gemeindeteil Garz
- Kleinow mit den Gemeindeteilen Burghagen, Ponitz und Uenze sowie den Wohnplätzen Kleinower Ziegelei und Neu Kleinow
- Kletzke mit dem Gemeindeteil Plattenburg,
- Krampfer mit dem Gemeindeteil Groß Gottschow und dem Wohnplatz Kahlhorst
- Netzow mit den Gemeindeteilen Klein Leppin und Söllenthin sowie dem Wohnplatz Schwanensee
- Viesecke mit den Gemeindeteilen Groß Werzin und Rambow sowie dem Wohnplatz Klein Welle

Der Sitz der Gemeindeverwaltung ist in Kletzke.

## Geschichte
Die Gemeinde Plattenburg entstand zum 31. Dezember 2001 durch den freiwilligen Zusammenschluss der bis dahin selbständigen Gemeinden Bendelin, Glöwen, Hoppenrade, Kleinow, Kletzke, Krampfer, Netzow und Viesecke. Diese Gemeinden wurden vorher von 1992 bis 2001 durch das Amt Plattenburg verwaltet. Die Geschichte der Gemeinde ist bis 2001 die Geschichte der acht heutigen Ortsteile. Namensgebend für das vorherige Amt und die neue Gemeinde ist die im Gemeindegebiet liegende Wasserburg Plattenburg.
Amt Plattenburg
Der Minister des Innern des Landes Brandenburg gab am 31. Juli 1992 seine Zustimmung zur Bildung des Amtes Plattenburg. Zum Zeitpunkt des Zustandekommens des Amtes wurde der 10. August 1992 festgelegt. Das Amt hatte seinen Sitz in Kletzke und bestand aus den Gemeinden Bendelin, Glöwen, Kleinow, Kletzke, Krampfer, Netzow, Viesecke und Hoppenrade, die damals zu den Kreisen Perleberg und Pritzwalk gehörten. Amtsdirektorin wurde Gudrun Hoffmann, die nach der Auflösung des Amtes Bürgermeisterin der Gemeinde Plattenburg wurde. Mit dem freiwilligen Zusammenschluss der amtsangehörigen Gemeinden zur neuen Gemeinde Plattenburg zum 31. Dezember 2001 wurde das Amt Plattenburg aufgelöst.

## Bevölkerungsentwicklung
| Jahr | Einwohner |
| ---- | --------- |
| 2001 | 4 165     |
| 2005 | 3 977     |
| 2010 | 3 712     |
| 2015 | 3 413     |

| Jahr | Einwohner |
| ---- | --------- |
| 2021 | 3 290     |
| 2022 | 3 273     |
| 2023 | 3 227     |
| 2024 | 3 149     |

Gebietsstand des jeweiligen Jahres, Einwohnerzahl: Stand 31. Dezember, ab 2011 auf Basis des Zensus 2011, ab 2022 auf Basis des Zensus 2022

## Politik

### Gemeindevertretung
Die Gemeindevertretung von Plattenburg besteht aus 16 Gemeindevertretern und der hauptamtlichen Bürgermeisterin. Die Kommunalwahl am 9. Juni 2024 führte bei einer Wahlbeteiligung von 65,5 % zu folgendem Ergebnis:
| Partei / Wählergruppe                            | Stimmenanteil 2019 | Sitze 2019 |        | Stimmenanteil 2024 | Sitze 2024 |
| ------------------------------------------------ | ------------------ | ---------- | ------ | ------------------ | ---------- |
| Freie Wähler Plattenburg                         | –                  | –          | 19,8 % | 3                  |            |
| Wählergruppe Kleinow/Uenze                       | 14,9 %             | 2          | 17,0 % | 3                  |            |
| Freiwillige Feuerwehr und Dorfverein Plattenburg | 18,3 %             | 3          | 16,6 % | 3                  |            |
| Die Linke                                        | 06,8 %             | 1          | 10,0 % | 2                  |            |
| Wählergruppe Krampfer/Groß Gottschow             | 10,2 %             | 2          | 09,1 % | 1                  |            |
| Wählergruppe Garz/Hoppenrade                     | –                  | –          | 07,4 % | 1                  |            |
| Bauern und ländliche Region                      | –                  | –          | 06,9 % | 1                  |            |
| Wählergruppe Bauernverband Kletzke               | 08,8 %             | 2          | 05,8 % | 1                  |            |
| Wählergruppe Viesecke/Groß Werzin/Rambow         | –                  | –          | 04,7 % | 1                  |            |
| Einzelbewerber Martin Nagel                      | –                  | –          | 01,8 % | –                  |            |
| Einzelbewerberin Schirin Schahbaz                | –                  | –          | 01,0 % | –                  |            |
| BVB/Freie Wähler Pro Prignitz                    | 14,1 %             | 2          | –      | –                  |            |
| Aktiv für Plattenburg/Bündnis 90/Die Grünen      | 13,2 %             | 2          | –      | –                  |            |
| CDU                                              | 11,6 %             | 2          | –      | –                  |            |
| FDP                                              | 02,0 %             | –          | –      | –                  |            |
| Insgesamt                                        | 100 %              | 16         | 100 %  | 16                 |            |

### Bürgermeister
- 2002–2012: Gudrun Hoffmann[11]
- seit 2012: Anja Kramer

Kramer wurde in der Bürgermeisterwahl am 23. September 2012 mit 65,2 % der gültigen Stimmen gewählt. Am 30. August 2020 wurde sie ohne Gegenkandidat mit 90,4 % der gültigen Stimmen in ihrem Amt bestätigt. Ihre Amtszeit beträgt acht Jahre.

### Wappen
| Wappen von Plattenburg | Blasonierung: „In Silber ein gemauerter roter Stufengiebel mit einem Kreuz bekrönt und von drei (1:2) offenen gotischen Fenstern durchbrochen.“                                                                         |
| Wappen von Plattenburg | Wappenbegründung: Das Wappen stilisiert redend die architektonisch typische Giebelwand des ehemaligen Back- und Brauhauses der heutigen Kapelle der Plattenburg. Das Gemeindewappen wurde am 28. Januar 2002 genehmigt. |

### Dienstsiegel
Das Dienstsiegel zeigt das Wappen der Gemeinde mit der Umschrift GEMEINDE PLATTENBURG • LANDKREIS PRIGNITZ.

## Sehenswürdigkeiten und Kultur

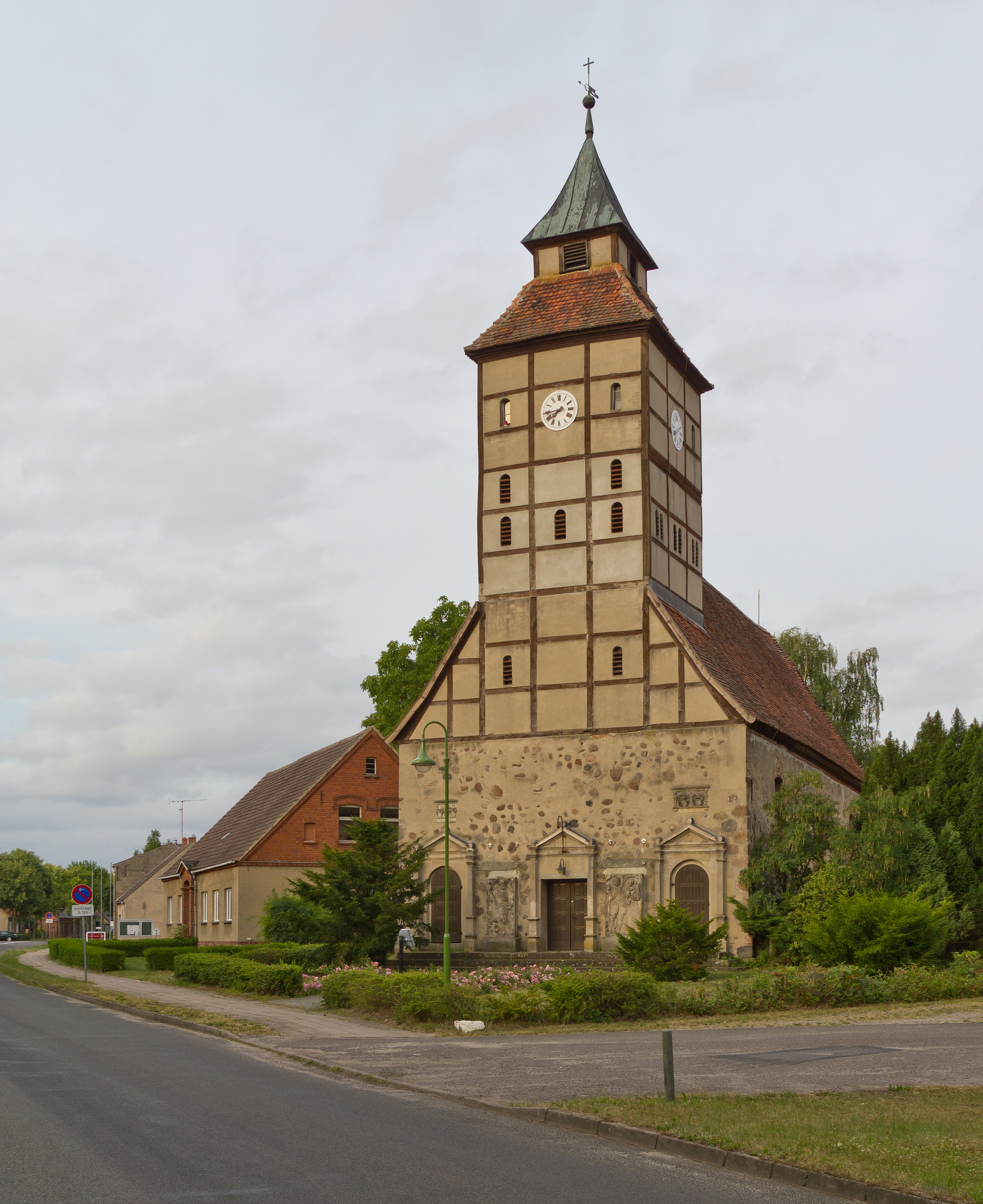
Kirche in Kletzke

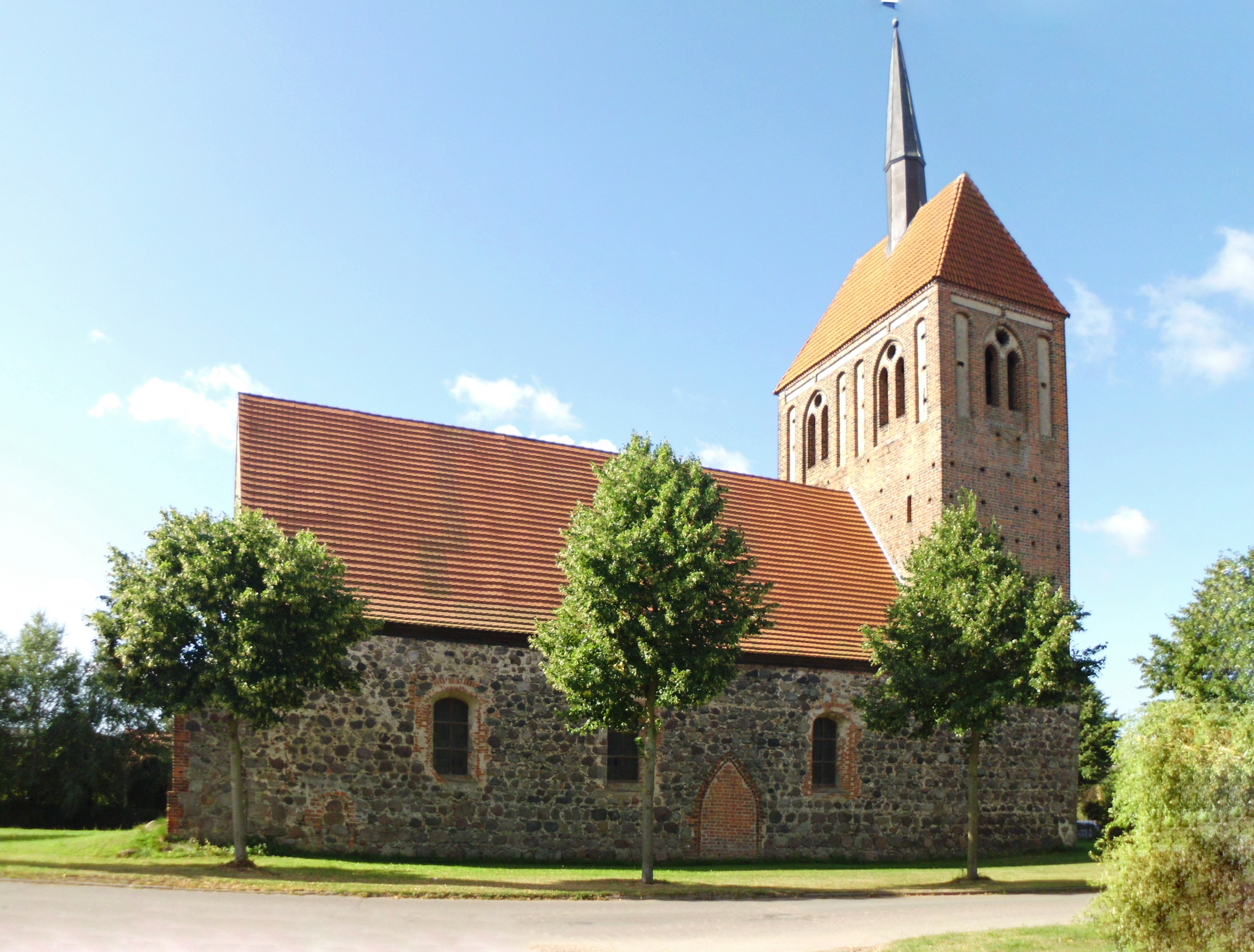
Dorfkirche Uenze

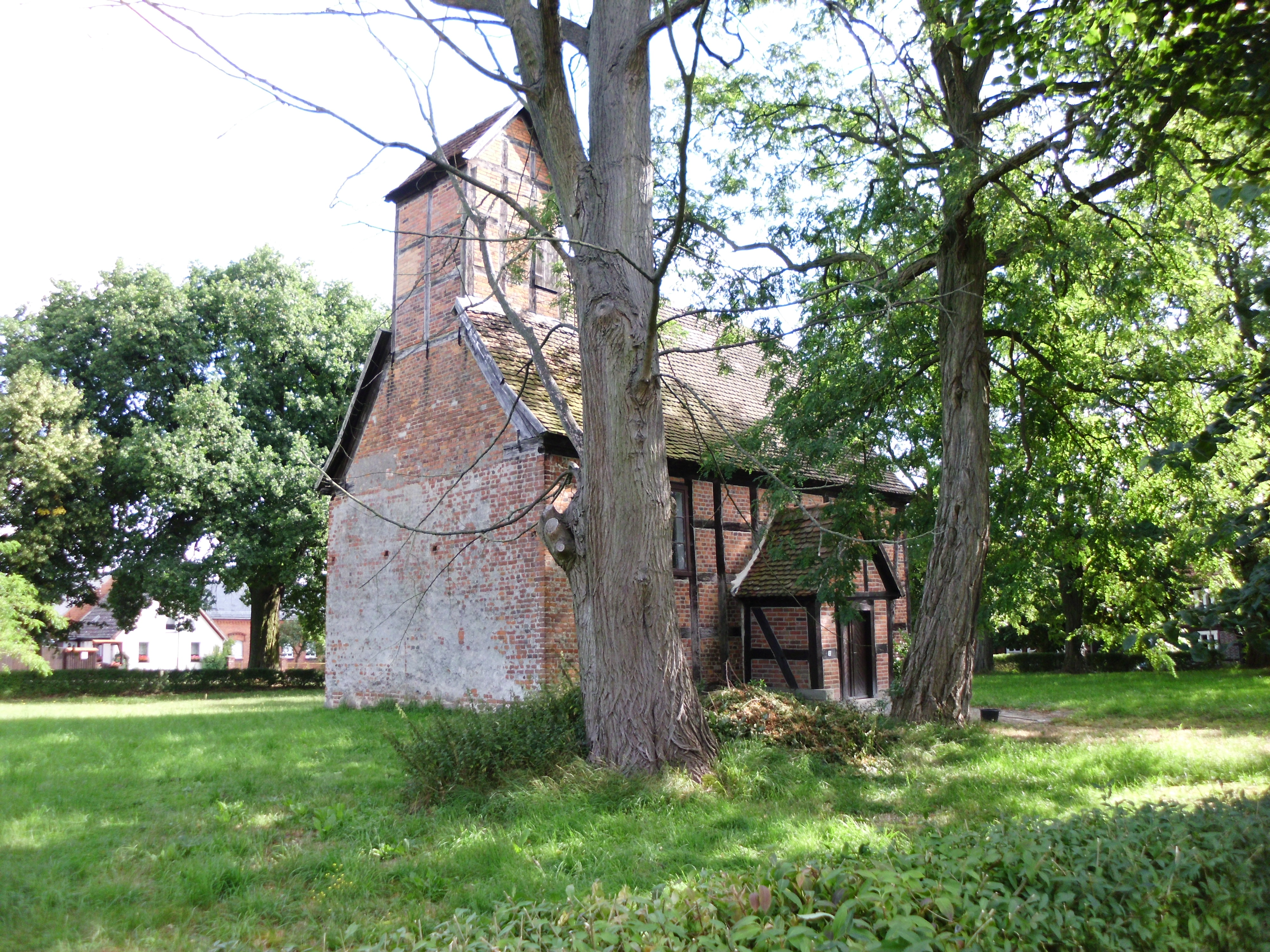
Dorfkirche Groß Werzin

In der Liste der Baudenkmale in Plattenburg stehen die in der Denkmalliste des Landes Brandenburg eingetragenen Baudenkmale.

### Baudenkmale
Die 1319 erstmals erwähnte Plattenburg, Station auf dem Pilgerweg von Berlin nach Wilsnack, beherbergt heute unter anderem ein Museum, dient als Standesamt und bietet Räume für Seminare und Ausstellungen. Sie gilt als älteste Wasserburg Norddeutschlands.
Auf dem Gelände des 1803 vom Bistum Havelberg an privat verkauften, aus dem Jahr 1729 stammenden Vorwerks Hoppenrade entstand 1830 das klassizistische Guts- und Herrenhaus Hoppenrade und um 1847 ein dazugehörender Park. Ab 1900 als „Perle der Prignitz“ bekannt, wurde die Anlage in den 1920er Jahren umgestaltet und erweitert. Sie gehört seit 1995 der Gemeinde Plattenburg; der Landschaftspark wird seit dieser Zeit durch einen Förderverein betreut, um das 1998 als Gartendenkmal geschützte Gelände als Kulturgut und Erholungsraum für die Öffentlichkeit zu erhalten.
 Die Plattenburg 

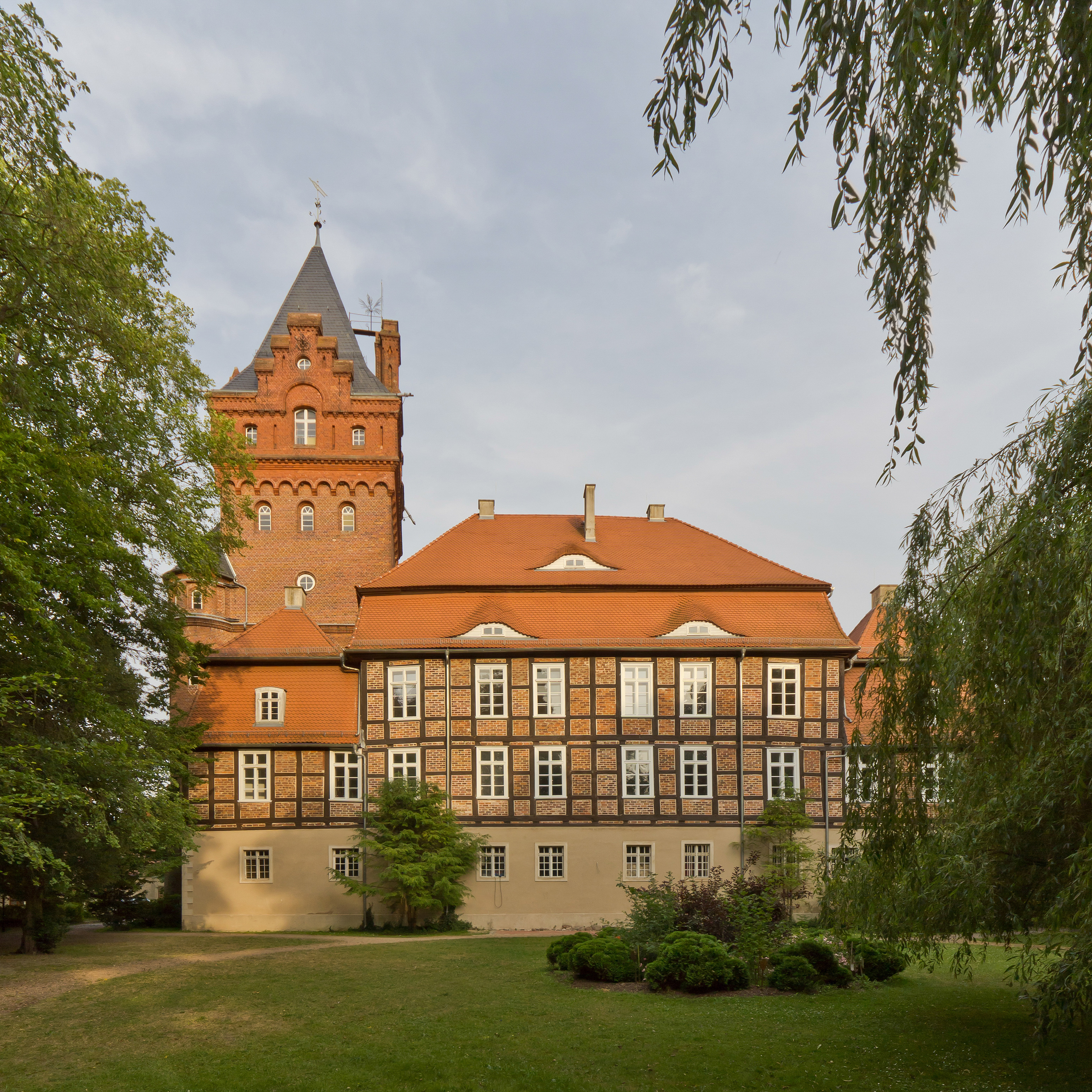
Plattenburg

Um zwei getrennt liegende Höfe gruppieren sich die mächtigen backsteinernen Gebäude der Ober- und Unterburg. Südlich davon schließt sich das weiträumige Gelände der Vorburg an, die von einem weiteren, dem äußeren Burggraben umgeben ist. Die Gebäude der Unterburg lehnen sich an die den unteren Burghof umgebende starke Wehrmauer an, die ursprünglich als freistehende Ringmauer mit Wehrgang und gotischem Torbogen errichtet wurde. Zusätzlichen Schutz boten doppelte Wassergräben und Wälle. Der in mehreren Jahrhunderten entstandene Gebäudekomplex umfasste Stallungen, Torhaus, Wirtschaftsgebäude und Zugbrücke auf der Vorburg, Back- und Brauhaus, Speicher- und Stallgebäude, Verlies, Torhaus, Archiv, Knappenhaus (auch Wasch- und Rollhaus) und Zugbrücke auf der Unterburg sowie Palas, Bergfried und Gesinde- und Küchenhaus auf der Oberburg. Mehrere eingreifende Um- und Neubauten vom 16. bis zum 19. Jahrhundert gaben der Burg ihr heutiges architektonisches Gesicht.
Burchard von Saldern (1568–1635) ließ die Burg um 1600 im Stil der Spätrenaissance erneuern und vor allem die Wohn- und Festräume im Palas umgestalten. Diese großzügigen Veränderungen im Bischofsflügel gehören zu den schönsten und bedeutendsten handwerklichen Leistungen der Innendekoration der Renaissance in der Prignitz. Vor allem verleihen die meisterhaften und außerordentlich qualitätsvollen Tischlerarbeiten dem Wohnsitz höfische Eleganz. Ebenso beachtlich sind auch die formenreichen Steinmetz- und Stuckateurarbeiten, die wohl als Werke der Magdeburger Bildhauergenerationen um Sebastian Ertle und Christoph Dehne gelten dürfen.
Der Rittersaal besitzt vier aufwändig stuckierte Kreuzgratgewölbe über einer Sandstein-Mittelsäule und enthält als hervorragenden Schmuck einen prachtvollen Kamin mit wappengeschmücktem Aufsatz in besten Renaissanceformen. Eine Sandsteintreppe mit sechs Löwenfiguren, die die Handläufe tragen, führt zu der reichgeschnitzten Renaissancetür von 1609.
Die Plattenburg blieb bis zur Bodenreform ein Gutsbetrieb. Kurz vor der großen Wirtschaftskrise 1929 hatte Sieghard von Saldern die Plattenburg als Fideikommiss und Waldgut mit Zernickow eine Größe von 1627 ha inne.

### Geschichtsdenkmale
In der Bahnhofstraße des Ortsteils Glöwen steht ein Denkmal von 1947, das an 800 jüdische Frauen und Männer erinnert, die von August 1944 bis April 1945 in einem Außenlager des KZ Sachsenhausen in der Rüstungsproduktion der Dynamit AG (DAG) unter härtesten Bedingungen arbeiten mussten. Nach jüngsten Recherchen starben fünf bis sieben Häftlinge.
Vor dem Knappenhaus auf der Burg Plattenburg erinnert ein 1995 vom Kreisverband Perleberg des BdV errichteter Gedenkstein an die Opfer von Flucht und Vertreibung aus den deutschen Ostgebieten nach dem Zweiten Weltkrieg. Das Gelände der Plattenburg war 1945 und in den folgenden Jahren eine der zentralen Sammelstellen des Kreises Westprignitz für Flüchtlinge und Vertriebene aus Ost- und Westpreußen, Ostbrandenburg, Pommern, dem Warthegau, dem Netzedistrikt und Schlesien.

### Regelmäßige Veranstaltungen
Einmal jährlich richtet die Stadt ein Mittelalter-Fest aus, das Plattenburgspektakel.
Zudem ist die Burg für ihr stets gut besuchtes Rock-Festival AquaMaria in ganz Deutschland bekannt.

## Verkehr
Durch das Gemeindegebiet  verlaufen in West-Ost-Richtung die Bundesstraße 5 zwischen Perleberg und Kyritz und in Nord-Süd-Richtung die Bundesstraße 107 Pritzwalk–Havelberg.
Plattenburg liegt im Verkehrsverbund Berlin-Brandenburg. Am Bahnhof Glöwen an der Bahnstrecke Berlin–Hamburg hält stündlich der Regionalexpress RE 8 (Wismar–)Wittenberge–Berliner Stadtbahn–Flughafen BER. Außerdem ist Glöwen an den öffentlichen Personennahverkehr des benachbarten Landkreises Stendal in Sachsen-Anhalt angebunden. Es verkehren von den Haltestellen Glöwen/Bahnhof und Glöwen/Schule Linienbusse und Rufbusse von Stendalbus.

## Persönlichkeiten
- Matthias von Saldern (Kämmerer), (1508–1575)
- Heinrich Gravenhorst (1823–1898), Bienenzüchter, Erfinder des Gravenhorst'schen Bogenstülpers, lebte 1884–1887 auf Gut Storbeckshof[19]
- Wichard Lange (1826–1884), Pädagoge, Schulleiter, Herausgeber und Mitglied der Hamburgischen Bürgerschaft
- Siegfried von Saldern (1843–1913), Majoratsherr auf Plattenburg, Ritterschaftdirektor und Mitglied des Reichstags
- Conrad von Saldern (1847–1908), Diplomat, auf Plattenburg geboren